# Глуходід Олександр Вікторович
Олекса́ндр Ві́кторович Глуході́д (10 січня 1986 — 30 серпня 2014) — солдат резерву Міністерства внутрішніх справ України, учасник російсько-української війни.

## Життєвий шлях
Народився 1986 року в місті Суми. Закінчив 9 класів загальноосвітньої школи № 13; 2005-го — Сумський технікум харчової промисловості.
З червня 2014-го — стрілець, 2-ге відділення 1-го взводу 2-ї роти 2-й батальйон спеціального призначення НГУ «Донбас», псевдо «Гор».
29 серпня 2014-го вранці під час виходу «зеленим коридором» з Іловайського котла Олександр переміщався в кузові білої «Газелі» зі складу автоколони батальйону «Донбас». По дорозі між селами Многопілля та Червоносільське колону обстріляли російські військовики з кулеметів. Глуходід забезпечував відхід підрозділу, зазнав важкого поранення, випав з машини. Дещо пізніше його підібрали побратими та перенесли до Червоносільського; надвечір 30 серпня помер від поранень. Тіло Олексія російські солдати кинули на полі неподалік від Кутейникового, де ночували полонені бійці батальйону «Донбас».
2 вересня тіло «Гора» та 87 тіл інших загиблих привезено до запорізького моргу. Тимчасово похований на цвинтарі міста Запоріжжя як невпізнаний захисник України.
Упізнаний за тестами ДНК, перепохований 19 березня 2015-го в місті Суми, Центральне кладовище, Алея поховань Почесних громадян.

## Нагороди і вшанування
За особисту мужність і героїзм, виявлені у захисті державного суверенітету та територіальної цілісності України, вірність військовій присязі під час російсько-української війни, відзначений — нагороджений
- орденом «За мужність» III ступеня (посмертно)
- Його портрет розміщений на меморіалі «Стіна пам'яті полеглих за Україну» у Києві: секція 4, ряд 3, місце 9
- Вшановується 29 серпня на щоденному ранковому церемоніалі вшанування українських захисників, які загинули цього дня у різні роки внаслідок російської збройної агресії[1]
- Іловайський Хрест (посмертно)